# Fladså Pastorat
Fladså Pastorat er et pastorat i Næstved Provsti, Roskilde Stift med de fire sogne:
- Næstelsø Sogn
- Mogenstrup Sogn
- Hammer Sogn
- Vester Egesborg Sogn

I pastoratet er der fire kirker
- Næstelsø Kirke
- Mogenstrup Kirke
- Hammer Kirke
- Vester Egesborg Kirke